# الرميلات (سيدي قاسم)
ارميلات هي قرية في إقليم سيدي قاسم ضمن جهة الغرب شراردة بني حسين بالغرب المغربي. كان مجموع عدد سكان جماعة ارميلات 15.307 نسمة.(تعداد السكان الرسمي 2004)